# 奧尼亞縣
3°28′S 79°9′W / 3.467°S 79.150°W
奧尼亞縣（西班牙語：Cantón Oña），是厄瓜多爾的縣份，位於該國南部，由阿蘇艾省負責管轄，距離昆卡120公里，面積295平方公里，2001年普查人口總數為3,231人，人口密度每平方公里10.95人。